# Rivière Sainte-Marguerite
Pour les articles homonymes, voir Sainte-Marguerite et Rivière Sainte-Marguerite (homonymie).
La rivière Sainte-Marguerite est un cours d'eau canadien situé dans la province de Québec. Il s'écoule dans les régions administratives du Saguenay–Lac-Saint-Jean et de la Côte-Nord. Cet affluent de la rivière Saguenay est particulièrement reconnu pour sa pêche au saumon.
La partie supérieure du cours de cette rivière traverse la partie Sud-Ouest de la zec Martin-Valin ; la partie inférieure, la zec de la Rivière-Sainte-Marguerite. La rivière Sainte-Marguerite traverse successivement les cantons de : Silvy, Saint-Germain, Durocher, Champigny, Labrosse et Albert.
La vallée de la rivière Sainte-Marguerite est surtout desservie par la route 172.

## Toponymie
Le toponyme est apparu sur la carte du domaine du roy du père Laure en 1731. Il est aussi appliqué à la baie et au cap situés près de son embouchure. Le toponyme a été officialisé le 5 décembre 1968 par le Gouvernement du Québec.

## Géographie
La rivière Sainte-Marguerite a une longueur de 106,25 km à partir du lac Sainte-Marguerite et son bassin versant a une superficie de 2 117,99 km2,. Ses deux principaux affluent sont le bras des Murailles (38,96 km de longueur) et la rivière Sainte-Marguerite Nord-Est (94,14 km de longueur). Le principal lac du bassin versant est le lac Tremblay avec une superficie de 2,37 km2. Seuls 6 autres lacs dans le bassin versant font plus de 100 ha.

### Cours de la rivière

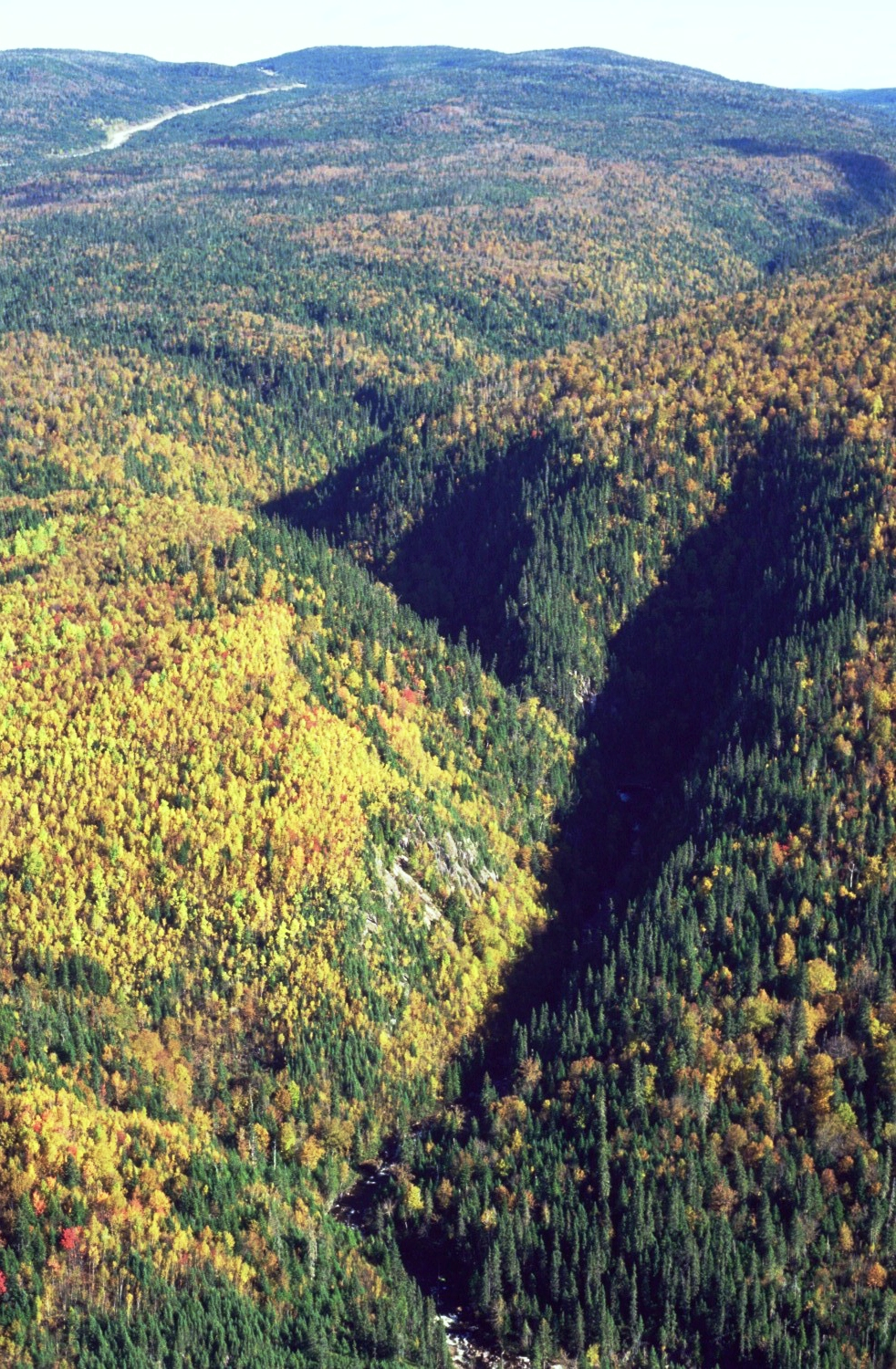
Vallée de la rivière Saint-Marguerite dans le parc national des Monts-Valin.

La rivière Sainte-Marguerite prend sa source dans les lacs Sainte-Marguerite et Castor Gras, à quelques dizaines de kilomètres au nord du parc national des Monts-Valin. Elle coule à partie du lac Sainte-Marguerite (altitude: 678 m) ensuite en direction nord-ouest sur quelques kilomètres avant de tourner en direction sud-ouest sur une quinzaine  de kilomètres où elle est encaissée dans un profond canyon dans le parc  national des Monts-Valin. Elle tourne ensuite brusquement vers le sud-est, longeant la limite nord du graben du Saguenay,. Elle coule ensuite presque en parallèle la rivière Saguenay sur environ 60 km. Elle reçoit les eaux du bras des Murailles à mi-parcours. Peu avant son embouchure dans la baie Sainte-Marguerite, elle reçoit les eaux de la rivière Sainte-Marguerite Nord-Est, qui est presque aussi longue que la rivière Sainte-Marguerite. Elle forme à son embouchure un delta d'un kilomètre de large dans la baie Sainte-Marguerite.
Pour ce qui est de la pente, la rivière se divise en trois sections ; la section supérieure entre les km 78 et 98 à partir de l'embouchure a une pente d'environ 1,99 %. La section médiane (entre les km 33,4 et 78) a plutôt une pente de 0,27 %. Finalement, la section inférieure, qui est plus basse que le km 33,4, a une pente de 0,08 %.

### Municipalités et municipalités régionales de comté traversées
La rivière Sainte-Marguerite est située dans les régions du Saguenay–Lac-Saint-Jean et de la Côte-Nord. Cette dernière traverse sur son cours deux municipalités régionales de comté MRC, deux municipalités et un territoire non organisé:
- Saguenay–Lac-Saint-Jean: MRC du Fjord-du-Saguenay: municipalité de Saint-Fulgence et territoire non-organisé de Mont-Valin.
- Côte-Nord : MRC de La Haute-Côte-Nord: municipalité de Sacré-Cœur.

### Topographie et géologie
La rivière Sainte-Marguerite est située dans la province naturelle des Laurentides centrales, qui est une portion de la province géologique de Grenville. Il s'agit des racines d'une chaîne de montagnes qui s'est formée il y a un milliard d'années. La vallée de la rivière Sainte-Marguerite marque la limite de deux paysages distincts. Le nord de celle-ci, qui inclut le cours supérieur de la rivière est situé dans les monts Valin. Il s'agit d'un massif montagneux dont les sommets dépassent régulièrement les 700 m et qui atteignent par endroits les 1 000 m. Le versant sud du massif est très escarpé, avec des dénivelés pouvant atteinte 500 m sur un ou deux kilomètres.
Au sud de la vallée le paysage se situe plutôt dans le graben du Saguenay. Il s'agit d'un effondrement de la croûte terrestre qui s'est produit lors de la séparation du supercontinent Rodinia il y a 600 millions d'années. Les collines au sud de la vallée ont des sommets allant de 350 à 500 m. La vallée marque la faille qui marque la limite nord du graben. Les glaciations quaternaires ont transformé la vallée étroite originelle en une vallée glaciaire encaissée avec un fond plat de quelques centaines de mètres de largeur.
Le socle rocheux est composé d'un complexe gneissique comprenant des gneiss charnockitiques et des gneiss mixtes qui inclut la partie est et ouest du bassin. Quant à la partie centrale, elle est composée de granitoïdes à orthopyroxène, qui forme la partie la plus spectaculaire de la vallée. Les dépôts meubles sont généralement composés de till, tant au sud et au nord du bassin. Ce dernier est généralement mince, sauf dans les dépressions. Le fond de la vallée comprend une plaine d'épandage et des terrasses de kame d'origine fluvio-glaciaire.
Le fond de la rivière est généralement composé de galets et de blocs rocheux. Quant à la section en bas du km 33,4, elle inclut aussi du gravier et du sable, étant donné qu'elle reçoit les sédiments des tronçons supérieurs.

### Hydrologie
Il n'y avait pas de station hydrologique sur la rivière Sainte-Marguerite avant 2018, année où une fut installée par le Centre interuniversitaire de recherche sur le saumon atlantique (CIRSA). Les débits de la rivière Sainte-Marguerite Nord-Est sont quant à eux connu par une station opérée entre 1975 et 1998 par le ministère de la Faune, des Forêts et des Parcs et une autre qui est active depuis octobre 1998 et qui est opérée par le CIRSA. Cette dernière est située à 1,7 km de l'embouchure de la rivière Sainte-Marguerite,.
Le débit de la rivière Sainte-Marguerite Nord-Est est à son plus bas au mois de mars (2,97 m3/s) et à son plus élevé au mois de mai (336 m3/s). Elle connait une seconde crue, quoi que moins intense au mois de novembre. Le débit mensuel moyen varie entre 7,04 et 120,10 m3/s alors que le débit mensuel médian se situe entre 6,38 et 109,20 m3/s. Le débit de la rivière est généralement stable et connait un régime d'écoulement naturel. Si le déluge du Saguenay n'a pas eu d'influence sur le débit moyen annuel, on y a tout de fois noté un débit moyen de 608 m3/s sur 24 h, alors que le débit maximal médian précédemment enregistré était de 56,64 m3/s.
Prenant sa source dans les monts Valin, la rivière Sainte-Marguerite conserve une température assez fraiche durant tout l'été. De plus la bonne couverture forestière permet l'apport constant d'eau fraiche de bonne qualité. Lors de la canicule de 2014, alors que la température estivale d'un thermographe a atteint 21,96 °C, plusieurs secteurs de la rivière sont restés sous les 10 °C, offrant des refuges thermiques aux Salmonidés. Il s'agit d'un point assez important pour le saumon, ce dernier cherchant l'eau fraiche lors des journées les plus chaudes pour éviter le choc thermique. Les températures excédant 27 °C peuvent même lui être rapidement mortelles.
Aucune donnée sur les zones inondables n'a été prélevée dans le bassin de la rivière Sainte-Marguerite. La rivière n'est pas située dans une zone où les inondations ou les glissements de terrain menaceraient des zones habitées.

## Histoire
Avant la colonisation européenne, la rivière Sainte-Marguerite était fréquentée par les Autochtones. Selon les données archéologiques, la baie Saint-Marguerite est fréquenté depuis l'Archaïque moyen, 8 000 AP. Ces derniers y venaient principalement pour la chasse au phoque. Elle est actuellement sur le territoire traditionnel des Innus d'Essipit selon l'Entente de principe d'ordre général entre les Premières Nations de Mamuitun et de Nutashkuan de 2004.
La pêche au saumon de la rivière Sainte-Marguerite y est réputée depuis longtemps. Dès 1838, la Compagnie de la Baie d'Hudson y exploitait un camp de pêche à son embouchure. Entre 1848 et 1853, un commis du poste de Tadoussac, James Grant, offre d'accompagner des officiers et des visiteurs sur la rivière. À la fermeture du poste de Tadoussac en 1859, David Edward Price obtient un bail lui conférant les droits exclusifs de la pêche au saumon de la rivière. En 1860, une visite du prince de Galles Albert Edward crée un émoi à Bagotville¸alors qu'il préfère pêcher le saumon avec David Edward Price plutôt que visiter la population du Saguenay.

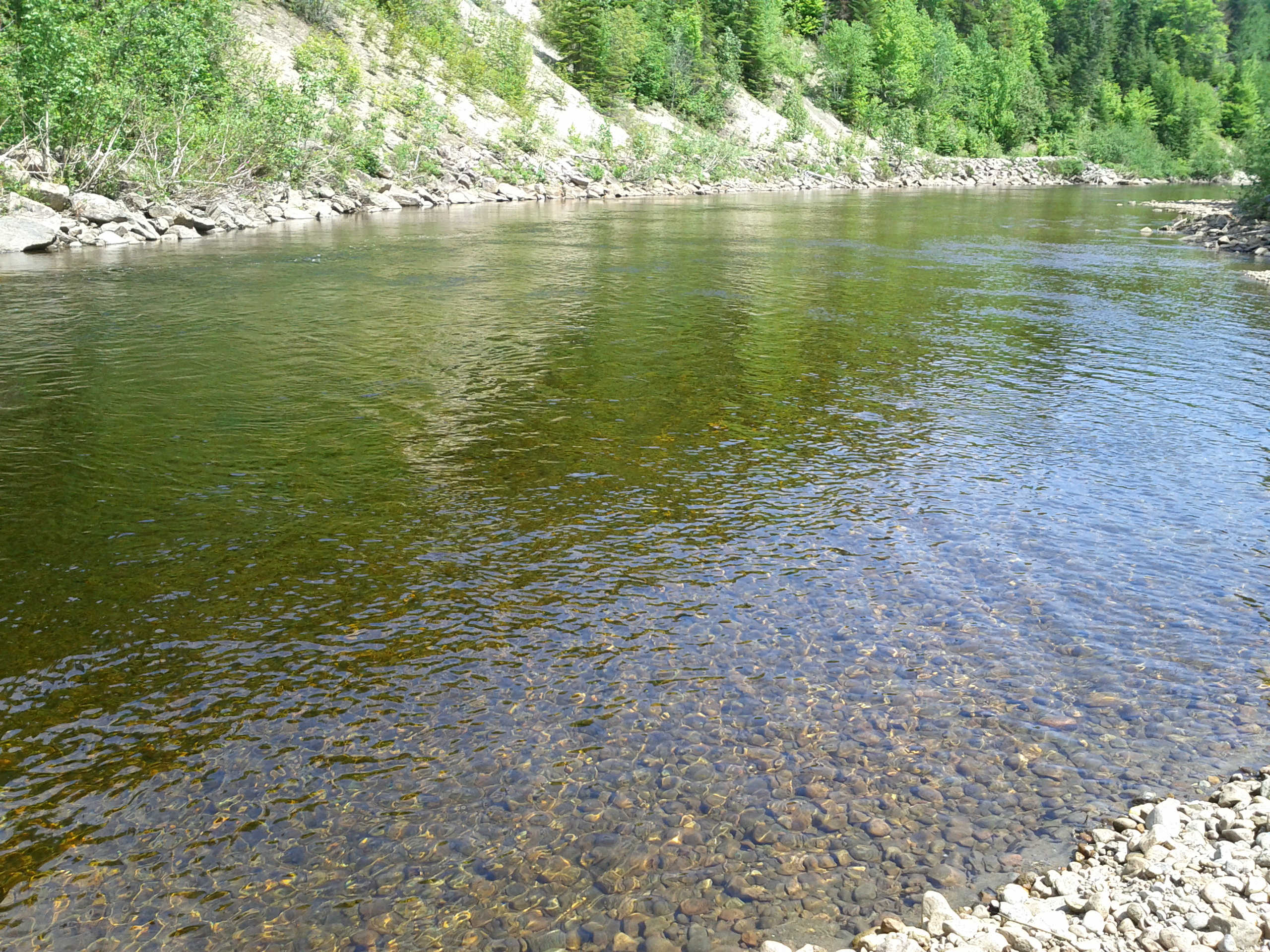
Fosse 54

Les derniers kilomètres de la rivière ont connu une forte activité industrielle durant les années 1840, en raison d'une grande scierie exploitée par Price Brothers and Company. Willis Russell, un ami de Price ébloui par la qualité de la pêche au saumon dans la rivière, lui troqua les droits du cours principal contre d'importants quotas de coupe de bois vers 1870,. Il était déjà l'un des actionnaires d’un hôtel et propriétaire d’une maison à Tadoussac. En 1872, associé avec Robert Powell, de Philadelphie, il fait construire la maison de Lower Fork, aussi désignée comme Club  House Station. Il construit d'autres camps de pêche, soit la maison Home Pool, à six kilomètres en amont, Le Château, à cinq kilomètres du précédent, Sand's  Pool, à 13 km en amont, Bardsville, à 11 km plus haut et finalement Upper Forks, rebaptisé Grantville en l'honneur de James Grant, à 11 km de Bardsville. En 1875, à la suite de la diminution de la population de saumons, on ouvre la pisciculture de Tadoussac et on commence à ensemencer la rivière à partir de saumons reproducteurs capturés autour de Tadoussac.

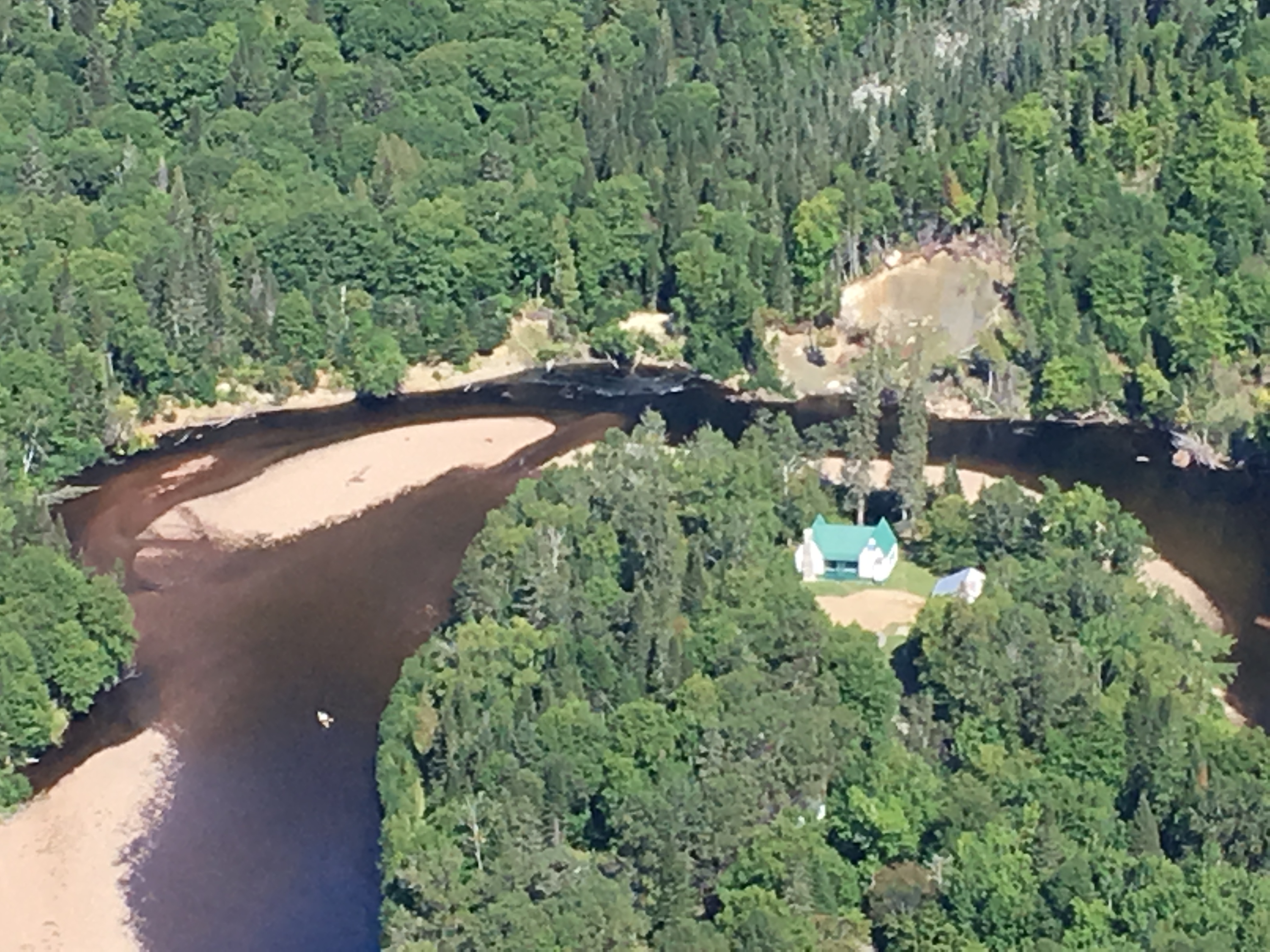
Site de pêche de la pointe de Bardsville.

En juillet 1885, le gouvernement du Québec adopte la Loi sur la protection du poisson et du gibier, ce qui force Russell à former le Ste. Marguerite Salmon Club. La même année le club est vendu à James Grant et ses associés de New York. Quant au guides de pêche, ils provenaient des villages avoisinant, ce qui leur offrait un travail saisonnier lucratif.
En 1974, le Gouvernement du Québec décide de renouveler le bail de la rivière Sainte-Marguerite de 5 ans et celui de la rivière Sainte-Marguerite Nord-Est de 9 ans. La zec de la Rivière-Sainte-Marguerite est créée en 1980 et la Corporation de pêche Sainte-Marguerite, qui détenait les droits de pêche depuis 1859 perd son exclusivité. La gestion de la zec est donnée à l'Association de la Rivière Sainte-Marguerite. La rivière est facilement accessible par la route 172, qui a été complété en 1964. Quant au cours supérieur, il fait partie du parc national des Monts-Valin (créé en 1996) et de la zec Martin-Valin (créé en 1978),. Depuis 1995, le Centre interuniversitaire de recherche sur le saumon atlantique s’installe sur le bord de la rivière.
Le 7 septembre 2005, le gouvernement du Québec décrète la création de la réserve aquatique projetée de la vallée de la rivière Sainte-Marguerite. Le statut, temporaire a été prolongé une première fois pour quatre ans en juillet 2009 et une seconde fois pour 8 ans le mars 2013. Le Bureau d'audiences publiques sur l'environnement a tenu une consultation en janvier 2012 visant la création de 10 aires protégées, dont celle de la vallée de la rivière Sainte-Marguerite. Le rapport a été publié le 20 juillet 2012. La réserve aquatique de la Vallée-de-la-Rivière-Sainte-Marguerite est finalement créée le 13 mai 2020.

## Flore
Du fait sa position géographique, la flore de la vallée est fort diversifiée. Alors que le sud et le fond de la vallée font partie du domaine bioclimatique de la sapinière à bouleau jaune, le versant nord correspond à la limite septentrionale de la sapinière à bouleau blanc.

## Faune
La rivière Sainte-Marguerite est reconnu pour sa population de Saumon atlantique (Salmo salar), qui y est bien établi. Cette population fréquente aussi la rivière Sainte-Marguerite Nord-Est et le bras des Murailles. Elle est classée comme «rivière à saumons» par le Règlement  de  pêche  du  Québec. Par sa population, la rivière est la plus importante rivière à saumons de la région du Saguenay–Lac-Saint-Jean et la 12e au Québec. La rivière est aussi fréquentée par une population d'omble de fontaine anadrome (Salvelinus fontinalis), bien que moins populeuse et documenté que celle de saumons. En plus de ces deux espèces, on y retrouve aussi le naseux des rapides (Rhinichthys cataractae), le meunier rouge (Catostomus catostomus), le meunier noir (Catostomus commersoni) et l'anguille d'Amérique (Anguilla rostrata).
Pour ce qui est de la faune, il n'y a pas eu d'inventaire spécifiques pour la vallée, la faune serait caractéristique de la région. Pour les mammifères on y retrouverait l'ours noir (Ursus americanus), l'orignal (Alces americanus), le renard roux (Vulpes vulpes), le lynx du Canada (Lynx canadensis), le lièvre d’Amérique (Lepus americanus) et le castor du Canada (Castor canadensis). On y retrouverait, quoique plus rarement, le campagnol des rochers (Microtus chrotorrhinus). Le caribou des bois (Rangifer tarandus caribou) fréquenterait le territoire au printemps et au début de l'été. Finalement il est possible que le territoire soit fréquentée par la chauve-souris rousse (Lasiurus borealis) et la chauve-souris cendrée (Lasiurus cinereus) dont la présence a été signalée dans le parc national du Fjord-du-Saguenay.
Pour les oiseaux, les espèces les plus communes seraient la gélinotte huppée (Bonasa umbellus) et le tétras du Canada (Falcipennis canadensis), auquel on peut ajouter le garrot d'Islande (Bucephala islandica).